# Wahlkreis Acerra (Senato della Repubblica)
Der Wahlkreis Acerra ist seit 2020 ein Wahlkreis (italienisch collegio elettorale) für die Wahl des Senats.
Der Wahlkreis umfasst 39 Gemeinden:
- 37 Gemeinden der Metropolitanstadt Neapel (Acerra, Brusciano, Camposano, Carbonara di Nola, Casalnuovo di Napoli, Casamarciano, Castello di Cisterna, Cercola, Cicciano, Cimitile, Comiziano, Liveri, Mariglianella, Marigliano, Massa di Somma, Nola, Ottaviano, Palma Campania, Poggiomarino, Pollena Trocchia, Pomigliano d’Arco, Roccarainola, San Gennaro Vesuviano, San Giorgio a Cremano, San Giuseppe Vesuviano, San Paolo Bel Sito, San Sebastiano al Vesuvio, San Vitaliano, Sant’Anastasia, Saviano, Scisciano, Somma Vesuviana, Striano, Terzigno, Tufino, Visciano und Volla);
- 2 Gemeinden der Provinz Salerno (San Valentino Torio und Sarno).

## Wahlergebnisse
| Wahlkreise – Senato della Repubblica – Kampanien | Wahlkreise – Senato della Repubblica – Kampanien | Wahlkreise – Senato della Repubblica – Kampanien                                                               |
| Provinz                                          | Provinz                                          | Gemeinden nach Provinzen ⮞ Wahlkreis                                                                           |
| ------------------------------------------------ | ------------------------------------------------ | --- |
|                                                  | Metropolitanstadt Neapel (92 Gemeinden)          | 1 ⮞ Wahlkreis Neapel 30 ⮞ Wahlkreis Giugliano in Campania 24 ⮞ Wahlkreis Torre del Greco 37 ⮞ Wahlkreis Acerra |
|                                                  | Provinz Avellino (118 Gemeinden)                 | alle ⮞ Wahlkreis Benevento                                                                                     |
|                                                  | Provinz Benevento (78 Gemeinden)                 | alle ⮞ Wahlkreis Benevento                                                                                     |
|                                                  | Provinz Caserta (104 Gemeinden)                  | alle ⮞ Wahlkreis Caserta                                                                                       |
|                                                  | Provinz Salerno (158 Gemeinden)                  | 137 ⮞ Wahlkreis Salerno 19 ⮞ Wahlkreis Torre del Greco 2 ⮞ Wahlkreis Acerra                                    |

### Parlamentswahl 2022
| Kandidaten                          | Kandidaten              | Stimmen | %    | Listen                                                  | Stimmen | %    |
| ----------------------------------- | ----------------------- | ------- | ---- | ------------------------------------------------------- | ------- | ---- |
|                                     | Raffaele De Rosagewählt | 103.963 | 38,5 | Movimento 5 Stelle                                      | 103.963 | 38,5 |
|                                     | Claudio Barbaro         | 83.858  | 31,1 | Fratelli d’Italia                                       | 39.543  | 14,6 |
| Forza Italia                        | Claudio Barbaro         | 83.858  | 31,1 | 33.854                                                  | 12,5    |      |
| Lega per Salvini Premier            | Claudio Barbaro         | 83.858  | 31,1 | 9.149                                                   | 3,4     |      |
| Noi Moderati                        | Claudio Barbaro         | 83.858  | 31,1 | 1.312                                                   | 0,5     |      |
|                                     | Leonardo Impegno        | 56.776  | 21,0 | Partito Democratico – Italia Democratica e Progressista | 39.052  | 14,5 |
| Alleanza Verdi e Sinistra           | Leonardo Impegno        | 56.776  | 21,0 | 6.793                                                   | 2,5     |      |
| Impegno Civico – Centro Democratico | Leonardo Impegno        | 56.776  | 21,0 | 5.818                                                   | 2,2     |      |
| +Europa                             | Leonardo Impegno        | 56.776  | 21,0 | 5.113                                                   | 1,9     |      |
|                                     | Annarita Di Palma       | 16.291  | 6,0  | Azione – Italia Viva                                    | 16.291  | 6,0  |
|                                     | Francesco Bruno         | 5.431   | 2,0  | Unione Popolare                                         | 5.431   | 2,0  |
|                                     | Nicola Massimo          | 3.007   | 1,1  | Italexit per l’Italia                                   | 3.007   | 1,1  |
|                                     | Pia Fedi                | 688     | 0,3  | Noi di Centro – Europeisti                              | 688     | 0,3  |
| Gesamt                              | Gesamt                  | 270.014 | 100  |                                                         | 270.014 | 100  |
|                                     |                         |         |      |                                                         |         |      |
| Ungültige Stimmen                   | Ungültige Stimmen       | 12.048  | 4,3  |                                                         |         |      |
| Wähler                              | Wähler                  | 282.062 | 54,0 |                                                         |         |      |
| Wahlberechtigte                     | Wahlberechtigte         | 522.634 |      |                                                         |         |      |
|                                     |                         |         |      |                                                         |         |      |
| Quelle: Innenministerium            |                         |         |      |                                                         |         |      |